# 이상의 아들
이상의 아들(理想の息子, りそうのむすこ 리소노무스코[*])은 2012년 1월 14일부터 매주 토요일 21:00 ~ 21:54(JST)에 NTV에서 방송된 텔레비전 드라마이다.

## 개요
Hey! Say! JUMP의 야마다 료스케와 스즈키 쿄카 공동 주연. 야마다는 《좌목탐정 EYE》(2010년 1분기, NTV) 이후 2년만의 주연 작품이며, 스즈키는 《온리 유~사랑 받아서~》(1996년 1분기) 이후 16년만의 NTV 주연 작품이다. 또한 NTV 토요드라마 시간대에서는 《골든볼》(2002년 2분기) 이후 10년만에 노지마 신지가 각본을 담당하였다. 야마다와 같은 그룹의 나카지마 유토도 함께 출연하며, 야마다가 소속 그룹의 멤버와 드라마에 출연하는 것은 《스크랩 티처~교사 재생~》(2008년 4분기, NTV) 이후 3년만이다.

## 줄거리
“끼니보다 엄마가 좋아.”라고 말하는 마마보이 고교생과, “나를 위해 집을 사!”라고 말하며 아들을 자신이 원하는 대로 조종하는 어머니를 그린 코미디. 다이치는 우수한 성적으로 유명 인문계 학교에 다니며, 우미는 불량 학생들이 다니는 남고 급식실에서 아르바이트를 시작한다. 얼마 후 위기감을 느낀 다이치는 우미가 다니는 고교로 전학을 가고, 불량 학생들과 어울리게 된다.

## 등장 인물
- 스즈키 다이치 - 야마다 료스케

어머니를 각별하게 사랑하는 이상의 아들.
- 쿠라하시 미노루 - 사와무라 잇키

이웃.
- 미후네 켄고 - 후지가야 타이스케

다이치의 선배, 복싱부 소속.
- 고바야시 코지 - 나카지마 유토

다이치와 같은 반 친구.
- 이리에 진기
- 에모토 토키오
- 다케다 코헤이
- 와키 토모히로
- 모로미자토 다이스케
- 우메자와 마사요
- 미야지 마사코
- 하기와라 리에
- 간베 토시로 - 켄도 고바야시

다이치의 담임. 담당 과목은 보건체육.
- 이케다 후유히코 - 가네코 노부아키

교사. 담당 과목은 미술.
- 고바야시 미츠코 - 스즈키 안즈

코지의 어머니.
- 스즈키 우미 - 스즈키 쿄카

다이치의 어머니.

## 제작진
- 각본 - 노지마 신지
- 음악 - 요코야마 마사루
- 시니어 책임 크리에이터 - 하제야마 히로코
- 프로듀서 - 미카미 에리코, 후쿠이 유타, 마츠바라 히로시 (AX-ON), 야나우치 쿠니코 (AX-ON)
- 연출 - 사쿠마 노리요시, 모리 마사히로, 나카지마 사토루
- 제작협력 - AX-ON
- 제작·저작 - NTV

## 방송일·부제·시청률
| 각 화                                                     | 방송일          | 부제                                         | 연출            | 시청률 |
| --------------------------------------------------------- | --------------- | -------------------------------------------- | --------------- | ------ |
| 제1화                                                     | 2012년 1월 14일 | 사악한 엄마 VS 마마보이 아들                 | 사쿠마 노리요시 | 13.9%  |
| 제2화                                                     | 2012년 1월 21일 | 아들의 마음이 여자!? 그 때 엄마는...         | 사쿠마 노리요시 | 12.4%  |
| 제3화                                                     | 2012년 1월 28일 | 말해주지!! 망할 아줌마!!                     | 모리 마사히로   | 14.0%  |
| 제4화                                                     | 2012년 2월 4일  | 가난 탈출 기원! 코끼리의 파랑새              | 사쿠마 노리요시 | 11.0%  |
| 제5화                                                     | 2012년 2월 11일 | 격투! 파더콤VS마더콤!!                       | 나카지마 사토루 | 11.2%  |
| 제6화                                                     | 2012년 2월 18일 | 엄마에게 새 연인!? 늑대의 무리 학원을 덮친다 | 사쿠마 노리요시 | 10.6%  |
| 제7화                                                     | 2012년 2월 25일 | 마중 나온 아버지! 판다 학원을 덮친다         | 나카지마 사토루 | 12.3%  |
| 제8화                                                     | 2012년 3월 3일  | 길러서 손해보았다!? 오해한 아들 궁극의 선택  | 사쿠마 노리요시 | 10.0%  |
| 제9화                                                     | 2012년 3월 10일 | 아들에게 여자친구!? 엄마는 オニ姑?           | 모리 마사히로   | 10.7%  |
| 최종화                                                    | 2012년 3월 17일 | 결혼 반대!! 모VS아들 마지막 성전             | 사쿠마 노리요시 | 12.5%  |
| 평균 시청률 11.9% (시청률은 간토 지구 비디오 리서치 조사) |                 |                                              |                 |        |